# Лисицын, Николай Васильевич
Николай Васильевич Лисицын (1891, Московская губерния — 22 августа 1938 года, Москва) — советский партийный и государственный деятель, член исполкома Моссовета (1918), заведующий Организационно-инструкторским отделом ЦК РКП(б) (1922), член президиума ЦКК (1924—1930), народный комиссар земледелия РСФСР (1934—1937).

## Биография
Родился в 1891 году в деревне Добрино Волоколамского уезда (Московская губерния) Российская империя. Сведений об образовании Николая нет.
Вступил в РСДРП в 19 лет, в 1910 году, сразу примкнув к большевикам.
В 1917 году, почти сразу после Октябрьской революции, был избран в объединенный Московский совет рабочих и солдатских депутатов (Моссовет), ставший высшим органом власти в городе (14 ноября). Он вошёл в состав первого исполнительного комитета Совета (среди 63 большевиков), возглавляемого М. Н. Покровским. В январе 1918 года стал членом только что образованного президиума Моссовета.
После переноса столицы России из Петрограда в Москву, был на партийной работе в ЦК. С апреля 1919 по 1920 год возглавлял Информационно-статистический отдел ЦК РКП(б). После разделения последнего на Отдел информации и Статистический отделы, стал заведующим первого из них (1920—1921).
В 1922 году сменил П. А. Залуцкого на посту заведующего Организационно-инструкторским отделом ЦК РКП(б). В июне 1922 года передал эту должность Л. М. Кагановичу.
С 1923 по 1930 годы непрерывно являлся членом Центральной Контрольной Комиссии (ЦКК) ВКП(б), куда он четырежды избирался: в 1923 (XII созыв), 1924 (XIII), 1925 (XIV) и 1927 (XV) годах. Со 2 июня 1924 по 26 июня 1930 года входил в президиум ЦКК.
С 1924 года на государственной службе: член Комиссии по учёту и реализации государственных фондов (КомЭКОСО по Госфондам) Совета Труда и Обороны под председательством Р. Я. Левина. Членом ЭКОСО он продолжал быть и в 1936 году.
В 1925, 1927—1929 годах являлся заместителем народных комиссаров рабоче-крестьянской инспекции (Рабкрина) РСФСР Н. М. Шверника и Н. И. Ильина (Рабкрин всего СССР в те годы возглавлял Г. К. Орджоникидзе). В 1929 году работал заместителем председателя Совета Союзов сельскохозяйственной кооперации. Затем, в 1930 году, он перешёл в наркомат земледелия (Наркомзем) РСФСР, где работал заместителем народного комиссара А. И. Муралова, а 17 мая 1934 году стал во главе этого наркомата.

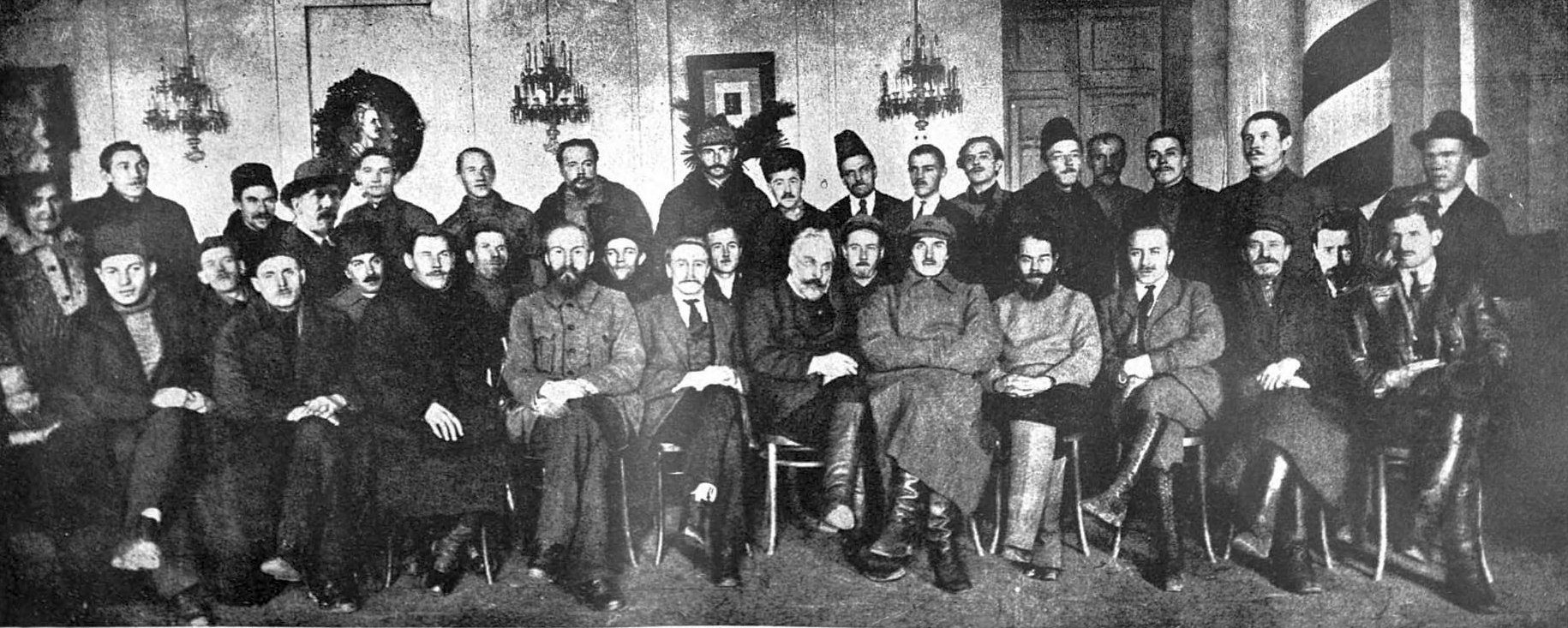
Группа членов Исполкома первого созыва Моссовета после Октябрьской революции.
Сидят (слева направо): 1) Игнатов, 2) Ратехин, 3) Корзинов, 4) Розенгольц, 5) Пискарёв, 6) Сальников, 7) Ангарский, 8) Борщевский, 9) Фельдман, 10) Каныгин, 11) Смидович, 12) Горкунов, 13) Сахаров, 14) Рогов, 15) Лисицын, 16) Радзивиллов, 17) Ногин, 18) Певунов.
Стоят (слева направо): 1) Темкина, 2) Илюшин, 3) Меркулов, 4) Рыков, 5) Заморёнов, 6) Будзыньский, 7) Обух, 8) Смирнов, 9) Савин, 10) Семашко, 11) Исаев, 12) Вознесенский, 13) Буровцев, 14) Белорусов, 15) Желтов, 16) Булочнинов, 17) Фонченко.

Согласно статье «Ударное Внимание — весеннему Севу!», напечатанной в период сплошной коллективизации, «в главнейшие сельскохозяйственные районы в январе-феврале выедут замнаркомы и члены коллегии Наркомзема РСФСР [товарищи] Квиринг, Лисицын, Муравлева, Кубанин, Дмитриев, Шейдин и начальники отдельных управлений. Местным земельным органам предложено произвести специальную мобилизацию работников для проведения кампании по засыпке в семенные фонды и по обмену зерна, обеспечив выполнение контрольных цифр Наркомзема РСФСР» (зима 1930/1931 годов).
В 1936 году содействовал организации учебно-опытного участка Всероссийского НИИ садоводства, на котором проводилась экспериментальная работа с карликовыми плодовыми культурами.
В период «Большого террора» был отстранён от должности наркома земледелия (в декабре 1937 года, после 3,5 лет работы во главе наркомата). В это время он проживал в Москве, на Новинском бульваре в доме Наркомфина. Спустя три месяца, 27 февраля 1938 года, он был арестован.
Согласно «Сводке важнейших показаний арестованных по ГУГБ НКВД СССР» за 7 апреля 1938 года, бывший наркомзем РСФСР Н. В. Лисицын был допрошен следователем Пантелеевым и «сознался в том, что он [Лисицын] является участником антисоветской организации правых, существовавшей в системе Наркомзема РСФСР». В этих самообличительных показаниях Лисицын утверждал, что в антисоветскую организацию он был завербован зимой 1932—1933 годов Александром Мураловым (своим непосредственным руководителем). Он также показал, что другими участниками организации являлись уже арестованный к тому моменту заместитель главы Наркомзема Фёдор Веренинов, член коллегии Наркомзема Михаил Кубанин, начальник планово-финансового отдела Н. А. Книпст, начальник овощно-картофельного управления Владимир Зискинд и начальник плодового управления Ю. П. Васильев. «Основной задачей организации являлось вредительство в сельском хозяйстве».
22 августа 1938 года был осужден Военной коллегией Верховного суда СССР по обвинению в участии в деятельности контрреволюционной террористической организации. Расстрелян в тот же день на полигоне Коммунарка.
Реабилитирован 26 января 1957 года определением Военной коллегии Верховного суда СССР.

## Произведения
- Н. В. Лисицын, На борьбу за выполнение и перевыполнение плана сельского хозяйства 1936 года [Текст] / Н. В. Лисицын. — Москва : Нар. ком. земледелия РСФСР, 1936. — Обл., 27 с.
- Н. В. Лисицын, «Больше внимания садоводству» // Плодоовощное хозяйство [журнал], № 9, 1935[23].
- К. Н. Кутлер, Конспект по технике госдоходов [Текст] / Сост. К. Н. Кутлер, Е. П. Смирнов, Н. В. Лисицын; Науч.-иссл. метод. кабинет Наркомфина РСФСР. — Ленинград: Инф.-издат. бюро Леноблторготдела, 1938 (Тип. арт. «Сов. печатник»). — 98 с.
- Всесоюзная академия сельскохозяйственных наук имени В. И. Ленина. Секция плодоовощных культур. Пленум (1936. Январь) // Культура винограда [Текст] : Доклады и постановления lll пленума Секции плодо-овощных культур : 25-28 янв. 1936 г. / Под ред. Н. В. Лисицына. — Москва : Изд-во Всес. акад. с.-х. наук им. В. И. Ленина, 1937 (тип. изд-ва «Крестьян. газ.»). — Обл., 168 с. — (Труды Всесоюзной академии сельскохозяйственных наук им. В. И. Ленина; Вып. XXIII. Ч. 2).
- Всесоюзная академия с.-х. наук им. В. И. Ленина. Секция плодоовощных культур. Пленум (1936, январь). Культура картофеля на юге и юго-востоке СССР [Текст] : Доклады и решения I пленума Плодо-овощной секции / Под ред. Н. В. Лисицына. — Москва : Изд-во Всес. акад. с.-х. наук им. В. И. Ленина, 1936 (1 журн. тип. Онти). — Обл., 70, [2] с. — (Труды Всесоюзной академии сельскохозяйственных наук им. В. И. Ленина; Вып. 12).
- Ф. М. Соловей, Универсальный культиватор Соловья «Мичуринец» марки «УКС-4М» [Текст] : Руководство по использованию культиватора / Ф. М. Соловей; [Введ.: нар. ком. зем. РСФСР Лисицын]; Упр. плодоводства НКЗ РСФСР. — Москва : Наркомзем РСФСР, 1937 (тип. Высш. школы пропагандистов им. Я. М. Свердлова при ЦК ВКП (б)). — Обл., 55 с.

## Адреса
- 1924 год — Комиссии по учёту и реализации государственных фондов (КомЭКОСО по Госфондам) Совета Труда и Обороны: Москва, улица Ильинка, дом 14, 1-й этаж, тлф. 3-95-61[7].
- 1925 год — Народный комиссариат рабоче-крестьянской инспекции РСФСР: Москва, улица Ильинка, дом 21, 4-й подъезд, 2-й этаж, комната 285, тлф. 2-96-57[9].
- 1936 год — Народный комиссариат земледелия РСФСР (Наркомзем, НКЗ РСФСР): Москва, Старая площадь, дом 5/8; т. комм. 13-00 [Народный комиссар земледелия РСФСР Лисицын][8].
- 1938 год — Москва, Новинский бульвар, дом 25, корп. 1, кв. 50 (Дом Наркомфина)[2].